# Canónigo Gorriti
Canónigo Gorriti  es un paraje rural del Partido de Adolfo Alsina, provincia de Buenos Aires, Argentina.

## Población
Durante los censos nacionales del INDEC de 2001 y 2010 fue considerada como población rural dispersa, por lo tanto no se conocen datos estadísticos de su población actual.

## Toponimia
El nombre es un homenaje al patriota sacerdote Dr. Juan Ignacio Gorriti, jurisconsulto, ilustrado y ferviente. Fue miembro en la Primera Junta. En la Plaza Belgrano de San Salvador de Jujuy, bendice la Bandera Patria, en momentos de ataques realistas.